# アントニ・ファン・ノールト
アントニ・ファン・ノールト（Anthoni van Noordt, 1619年頃 アムステルダム - 1675年3月23日 アムステルダム））は、オランダの音楽家。

## 生涯
ファン・ノールトはアムステルダムに生まれ、その生涯のほとんどをここで過ごした。1652年、Nieuwe Zijds Kapelのオルガン奏者に任じられた。1664年には、新教会のオルガン奏者に任じられ、1673年までその任にあった。兄にヤコブ・ファン・ノールトがいる。ヤコブは、旧教会のオルガン奏者であった。ファン・ノールト兄弟はスウェーリンク父子の次世代に属し、ディルク・ヤンスゾーン・スウェーリンク（1591年-1621年）を継ぐアムステルダムの重要なオルガン奏者であった。

## 作品
ファン・ノールトは、1659年に『詩篇とファンタジアの楽譜集』を出版した。出版譜はベルリン国立図書館に伝わっていたが、第二次世界大戦に際して焼失してしまった。しかし、アウグスト・リッターの手になる写本（1882年）が残っており、現行の楽譜はすべてこれに拠って行われている。これには、オルガンのための7曲の詩篇曲（変奏付き）と6曲のファンタジアが収められている。そしてこれらは、ファン・ノールトの現存する作品の全てでもある。詩篇曲とファンタジアは、スウェーリンクと北ドイツ・オルガン楽派の伝統に則ったものであり、ファン・ノールトの卓越した対位法の妙が見て取れる。

## 注
1. ↑  ヤン・ピーテルスゾーン・スウェーリンクの息子。
2. ↑  原題は「Tabulatuurboeck van psalmen en fantasyen」。
3. ↑  マックス・ザイフェルトの校訂譜（1896年）に、「詩篇第15番」の第3変奏部分のファクシミリが掲載されている。原本の面影を伝える唯一のものである。ヤン・ファン・ビーゼンの校訂譜（1976年）にも転載されている。
4. ↑  マックス・ザイフェルトの校訂譜はリッター写本を底本にし、ファン・ビーゼンの校訂譜はリッター写本とザイフェルト校訂譜を底本にしている。

### 研究文献
- Jan van Biezen, Monumenta Musica Neerlandica Ⅸ, Amsterdam: Vereniging voor Nederlandse Muziekgeschiedenis,1976

### 校訂譜
- Jan van Biezen, Monumenta Musica Neerlandica Ⅸ, Amsterdam: Vereniging voor Nederlandse Muziekgeschiedenis,1976

### 演奏録音
- Peter Ouwerler, Cees van der Poel, Anthoni van Noordt Organ Works,Vols.1-2, Naxos,8.554204, 8.554204